# پتار مامیچ
پتار مامیچ (انگلیسی: Petar Mamić؛ زادهٔ ۶ مارس ۱۹۹۶) بازیکن فوتبال اهل کرواسی است.
از باشگاه‌هایی که در آن بازی کرده‌است می‌توان به باشگاه فوتبال لوکوموتیو زاگرب و باشگاه فوتبال دینامو زاگرب اشاره کرد.
وی همچنین در تیم‌های ملی فوتبال زیر ۱۷ سال کرواسی, زیر ۱۹ سال کرواسی، و زیر ۲۱ سال کرواسی بازی کرده‌است.